# Castello di Tortona
Il castello di Tortona era un castello che sorgeva sul colle Savo, il più importante dei sette su cui, secondo la tradizione, fu fondata la città di Tortona. La denominazione si riferisce a diverse costruzioni di carattere difensivo che sorsero sul medesimo sito nel corso di due millenni. Tra l'VIII e il V secolo a.C. le indagini archeologiche situano infatti la fondazione di un castelliere ad opera dei Liguri.
Oggi restano poche vestigia di epoche diverse, disseminate nel parco che da inizio Novecento occupa l'ampia spianata, tra le quali la torre divenuta uno dei simboli della città. La torre faceva parte della possente fortezza sabauda di San Vittorio, opera settecentesca dell'architetto militare Lorenzo Bernardino Pinto ed ultima incarnazione del castello, demolita per decisione di Napoleone Bonaparte nella primavera del 1801.

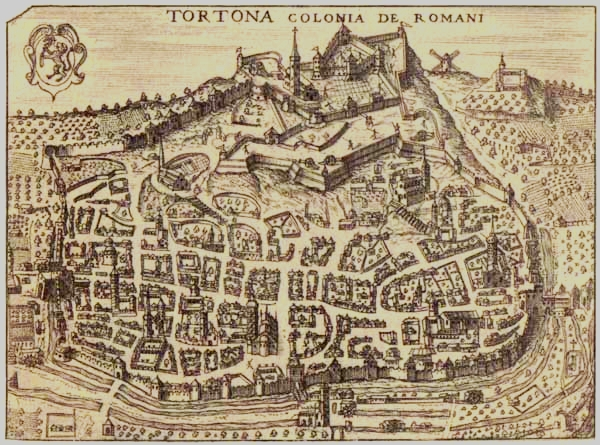
Tortona Colonia de i Romani, stampa su rame 1623

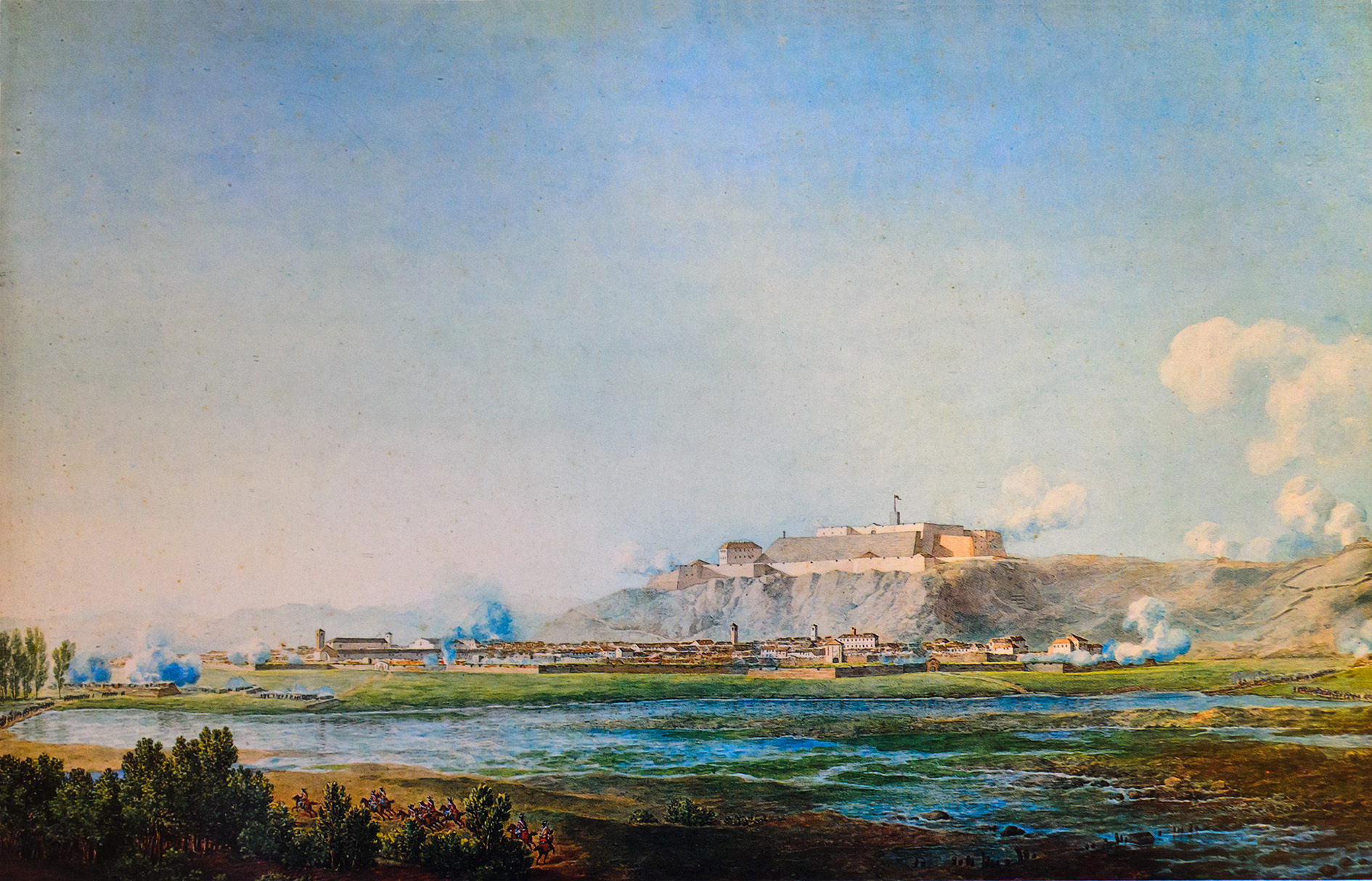
G.P. Bagetti, L'assedio di Tortona

## Storia
Tra l'VIII e il V secolo a.C. i Liguri fondarono un villaggio fortificato (castelliere) sulla collina che domina la pianura, allora paludosa e malsana.
Con la colonizzazione da parte dei romani (avvenuta intorno 123 a.C.) il castelliere fu trasformato in castrum mentre il nucleo della città si sviluppò ai piedi del colle, sulla pianura bonificata.
Dopo la caduta dell'Impero romano d'Occidente, stanti le continue incursioni barbariche, la città si ritirò intorno al castrum, e la Tortona altomedievale si estendeva prevalentemente sulle pendici del colle.
Dopo l'assedio del Barbarossa (1155) e la distruzione da parte delle truppe di Pavia (1165), la città venne ricostruita con l'aiuto di Milano. La ricostruzione portò ai piedi del colle il centro del commercio e della vita cittadina, su quella che era l'antica Derthona romana, mentre sul colle rimasero, oltre il castello, la cattedrale e altri edifici religiosi e governativi..
Con l'annessione della città al Ducato di Milano (1347), i Visconti rinforzarono le mura cittadine ed il castello che, tuttavia, non poté far fronte all'avvento delle moderne armi da fuoco e già nel 1499 si dovette arrendere alle truppe di Carlo VIII di Francia.
Nel 1535 Tortona passò, col Ducato di Milano, sotto il dominio spagnolo e divenne caposaldo fondamentale per la difesa delle comunicazioni tra la Spagna e Milano. Stante la nuova situazione gli spagnoli eseguirono grandi lavori di fortificazione, costruendo una nuova cinta bastionata intorno alla città in sostituzione di quelle viscontea e sforzesca ormai obsolete, e trasformando "alla moderna" il castello ampliandone di molto le dimensioni.
La nuova fortezza si presentava divisa in due parti: forte alto (maschio) e forte basso; l'ampliamento comportò la demolizione di molti edifici risalenti a prima del 1000, come il Palazzo Vescovile (che vantava lusinghiere descrizioni nelle cronache dei pellegrini dell'epoca) mentre la cattedrale (antichissima e ricordata come una delle più mirabili del nord Italia) fu chiusa al culto e inglobata nelle nuove fortificazioni; questa sopravvisse comunque fino al 1609, quando un fulmine ne colpì il campanile (usato come polveriera) causandone l’esplosione; il crollo che distrusse la chiesa sottostante, la chiesa di San Giovanni in Piscina e l'antico battistero. Un nuovo duplice assedio subito nel 1642/43 da parte delle truppe franco-piemontesi convinse gli spagnoli, tra il 1650 ed il 1680, ad incrementare le difese cittadine: la cinta muraria dell'abitato venne rinforzata ed estesa, mentre il forte fu oggetto di lavori di ammodernamento.
Nel 1706 gli austriaci posero fine al dominio spagnolo; in seguito la città fu nuovamente vittima di due devastanti assedi che, nel 1734 e 1745, causarono ingenti danni e misero alla luce tutti i difetti e le debolezze della fortezza. Per questo motivo Vittorio Amedeo III di Savoia (Tortona era passata al Regno di Sardegna in seguito al Trattato di Vienna nel 1738, condizione confermata dal Trattato di Aquisgrana nel 1748) decise di ricostruire ex novo il forte affidandone il progetto all'ingegnere militare Lorenzo Bernardino Pinto, che ne fece il suo capolavoro.

## Il Forte S. Vittorio

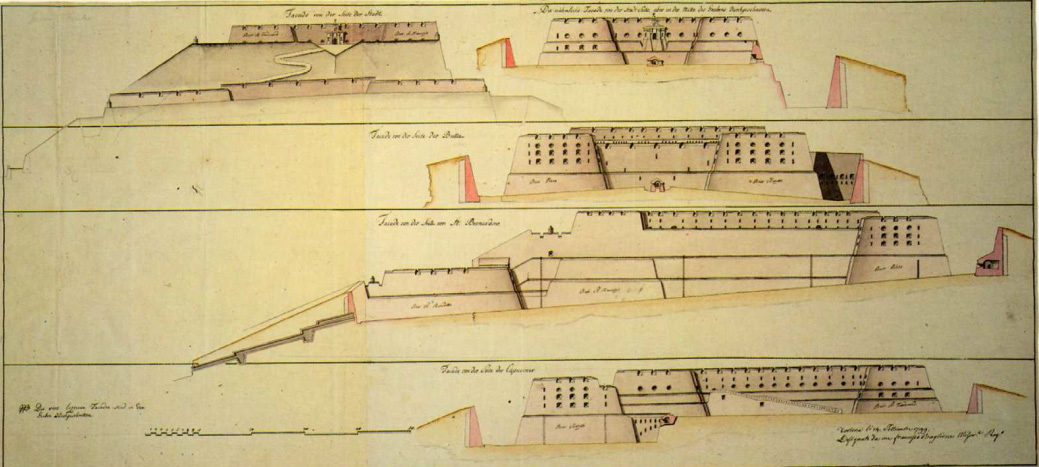
Prospetti del Forte S. Vittorio

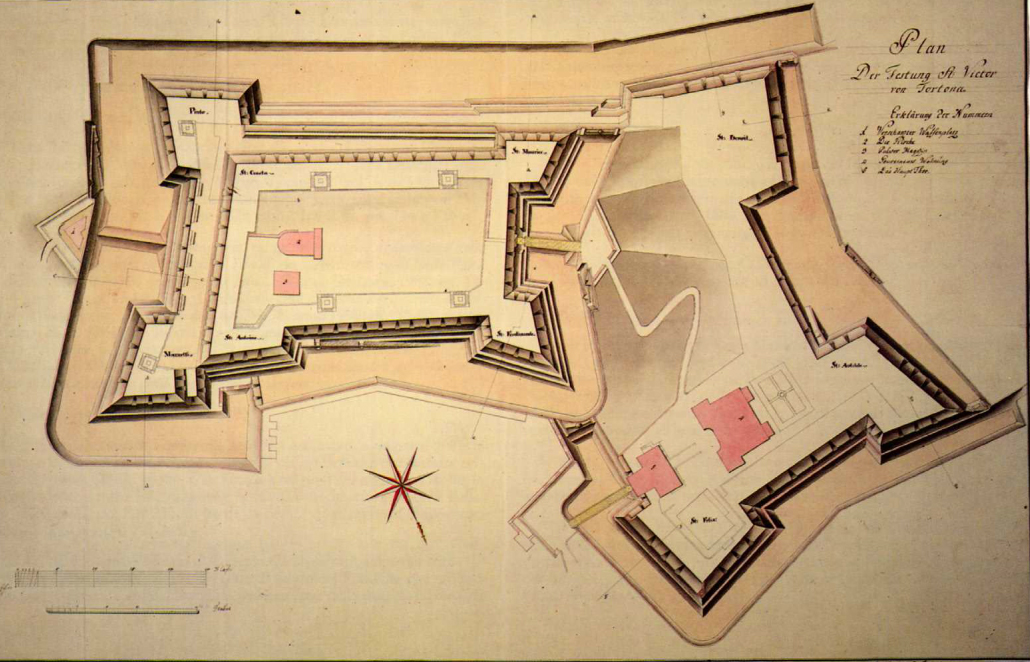
Pianta del Forte S. Vittorio

Lorenzo Bernardino Pinto ingegnere del genio, succeduto nel ruolo di primo architetto militare al suo maestro Antonio Bertola, cominciò i lavori di ammodernamento del forte nel 1773 riprendendo gli esperimenti effettuati nei cantieri del Forte della Brunetta, del Forte di Fenestrelle, della Cittadella di Alessandria e del Forte di Exilles
Pinto aveva elaborato, in maniera indipendente, i concetti teorizzati da Marc-René de Montalembert nel suo Fortification perpendiculaire, ed il forte «aveva una forma di rettangolo irregolare di 150 e 200 metri dalla parte esteriore, le cortine erano interamente casamattate e fornivano un sicuro riparo per tutta la guarnigione: i bastioni, con volte a più piani, erano atti a servir da magazzeni, c'era anche sotto una parte della controscarpa una vasta stalla per i buoi da macellarsi in tempo d'assedio [...] l'ingegnere piemontese non si era limitato a garantir la guarnigione dalle bombe: egli aveva voluto metterla al riparo da ogni attacco immaginabile dando alle scarpe del forte un'altezza straordinaria e forse senza esempio. La minima elevazione delle cortine dal fondo dei fossi era superiore ai 30 metri, quella dei bastioni di 40 ed al saliente del bastione di S. Maurizio non c'eran meno di 54 metri di altezza... le controscarpe erano non meno straordinarie; esse avevano sino a 24 metri d'altezza dove il fossato era tagliato nella roccia...» Complessivamente l'aspetto della fortezza doveva essere impressionante: le cortine alte cinquanta metri, le batterie interamente in casamatta, la forma allungata verso la città sottostante la facevano assomigliare ad una nave da guerra. più che alle fortezze coeve era più simile nella concezione ai più tardi forti di Bard in Valle d'Aosta e di Begato a Genova, segno che le idee del Pinto precorrevano i tempi. Il generale Enrico Rocchi lo descrive nel suo Le fonti storiche dell'architettura militare come uno dei migliori esempi di arte difensiva dell'epoca.

## L'ultimo assedio
Il Forte S. Vittorio, benché ancora in parte incompleto, sopportò nel 1799 un duro assedio che ne mise in luce le straordinarie caratteristiche, e che fu l'ultimo della sua lunghissima storia.
Nel corso della campagna estiva della guerra fra le truppe austro-russe e quelle francesi, queste ultime erano assestate nelle due fortezze principali della provincia, ovvero la grande Cittadella di Alessandria ed il Forte di Tortona. Nonostante la guarnigione di Alessandria fosse molto più numerosa di quella tortonese, la Cittadella capitolò in due sole settimane a causa principalmente della sua vecchia concezione (primo sistema Vauban) per la quale essa era priva di batterie in casamatta. Diversa era la situazione a Tortona: la città fu presa facilmente, in maggio, dalle truppe austro-russe, ma nel forte il comandante di brigata Gast aveva stivato viveri e munizioni bastevoli per un anno.
Gli ingegneri piemontesi informarono gli austriaci che ci sarebbero voluti almeno cinque mesi per espugnare il forte, mentre il generale Philipp de Lopez era convinto di riuscirvi in meno di cinque settimane. Si sbagliava: protetti dalle casematte i cannoni del forte martoriavano le truppe assedianti incessantemente, mietendo molte vittime; il terreno intorno alla fortezza era così duro che le trincee furono costruite in elevazione anziché scavate. Il bombardamento degli assedianti causava solo lievi danni alle possenti strutture del forte e aprirsi la strada con le mine era reso arduo dalla solida arenaria del colle su cui esso sorgeva. La situazione era bloccata, ma la sconfitta subita dai francesi nella battaglia di Novi aveva di fatto isolato completamente la guarnigione tortonese. Assediati ed assedianti concordarono che se entro l'11 settembre nessun soccorso fosse giunto in aiuto del forte la guarnigione si sarebbe arresa con l'onore delle armi.
L'11 settembre le truppe austriache si impossessarono del forte che aveva dimostrato tutto il suo valore resistendo ad uno degli eserciti più potenti del tempo.

## La demolizione
Tornato in possesso dei francesi dopo  battaglia di Marengo il forte venne dapprima potenziato; poi, in seguito ad accordi presi tra Napoleone e lo Zar di Russia, demolito, tramite l'utilizzo di mine, nel mese di aprile del 1801. La demolizione richiese pochi giorni e causò danni agli edifici della città posti nelle immediate vicinanze delle pendici del Savo.
All'inizio del Novecento l'area dell'ex forte è stata lottizzata diventando zona residenziale e parco pubblico nonché dello stadio cittadino intitolato a Fausto Coppi. Durante la sistemazione dell'area furono portati alla luce molti reperti di epoca romana compreso il muro del vecchio castrum, oggi visibile in via alle Fonti. Del forte rimangono poche rovine tra cui spicca il portale d'ingresso della chiesa del beato Amedeo IX di Savoia (spesso descritto invece come campanile o torre, ed assurto a simbolo cittadino) rialzato nel corso dell'Ottocento per ospitare il telegrafo ottico. Danneggiato dai bombardamenti tedeschi durante l'ultima guerra, il portale ha subito un primo restauro nel 1959 ed un altro tra il 2013 ed il 2014 che ne ha consentito la riapertura come punto panoramico.

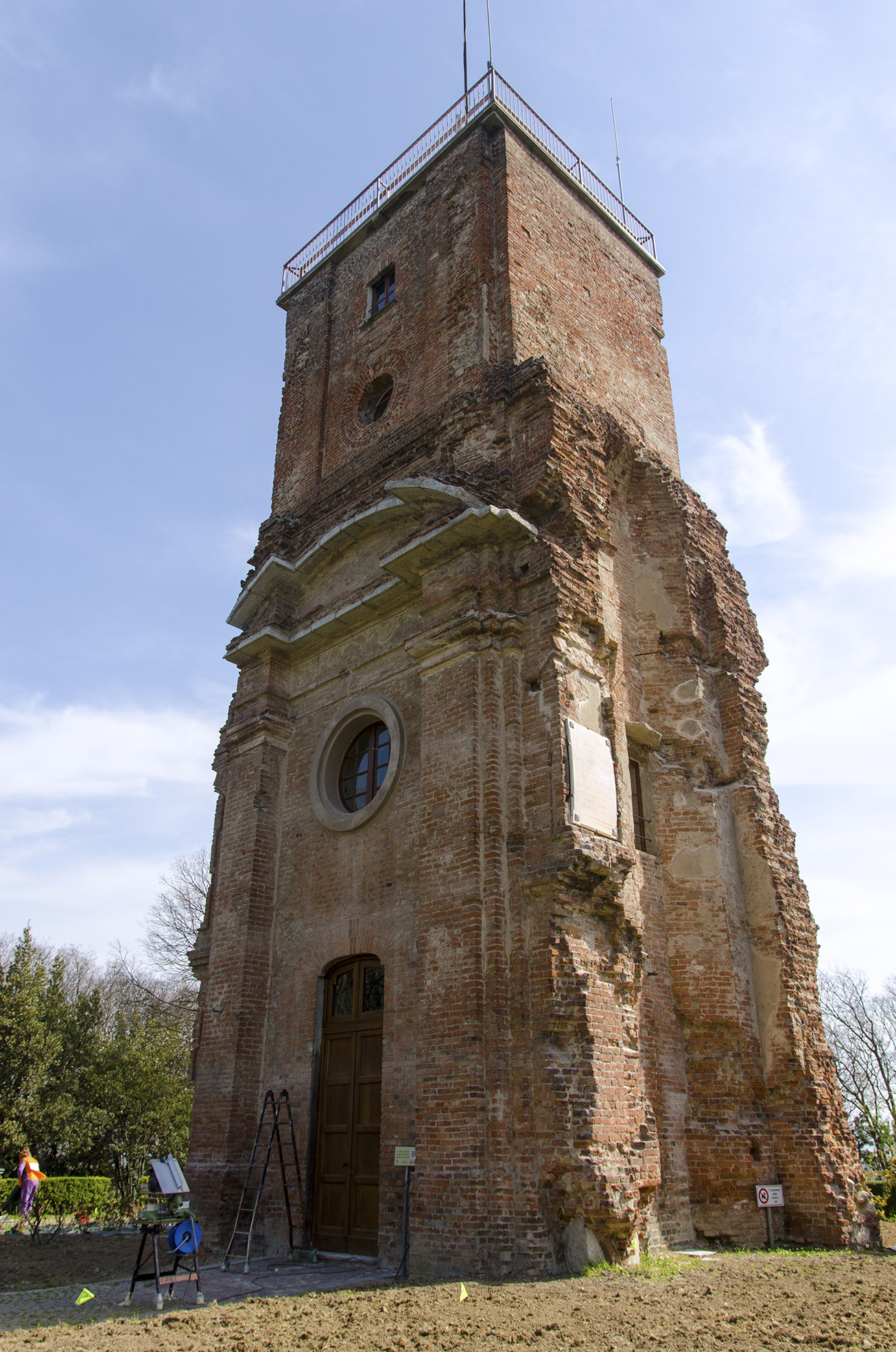
Portale dell'ex chiesa Beato Amedeo, cappella del forte S. Vittorio. Simbolo della città di Tortona